# Línia 11 del metro de Barcelona
La línia 11 del metro de Barcelona és una línia de ferrocarril metropolità soterrada que dona servei a cinc barris de les poblacions de Barcelona i Montcada i Reixac. La línia és de l'estil metro lleuger i conducció automàtica, construïda al començament de la dècada del 2000 com a prolongació de la línia 4 a l'estació de Trinitat Nova.
La línia, de 2,1 quilòmetres de longitud i cinc estacions, va ser pensada per donar servei a uns barris tradicionalment mal comunicats i es va inaugurar el 2003 entre Trinitat Nova i estació de Can Cuiàs al barri de Can Cuiàs de Montcada i Reixac. De la mateixa manera que la L2, es va construir adaptada per a persones amb mobilitat reduïda i invidents, com també s'ha fet posteriorment a la L9 i L10.
A l'estiu de 2021 la línia comença a circular totalment automatitzada després de les obres d'una andana específica a Trinitat Nova, que, amb les portes d'andana, ja permet fer el trajecte 100% automàtic (abans es feia en ATO entre Trinitat Nova i Casa de l'Aigua).

Esquema de la línia L11

## Característiques generals
La línia és operada per Ferrocarril Metropolità de Barcelona sota la marca de Transports Metropolitans de Barcelona (TMB). L'L11 és un metro lleuger, a mig camí entre el tramvia i el metro convencional, servit per trens de la sèrie 500 automàtics, sense conductor i de dos vagons en comptes de cinc. Hi ha un total de dos trens en hora punta i un en hora vall, amb una freqüència de 7 minuts i 13 minuts segons l'hora. Transports Metropolitans de Barcelona té tres trens de dos vagons d'aquesta sèrie construïda per CAF. Els trens són controlats dels del Centre de Control de Metro de Barcelona al barri de la Sagrera.
El traçat és soterrat i majoritàriament de via única, excepte a Torre Baró | Vallbona on es troben els trens dels dos sentits. A l'hora de la construcció alguns aspectes es van tenir en compte segons els estàndards del metro per si es decidís allargar la L4, com ara la reserva de 400 metres per allargar les andanes i no passar el màxim pendent permès al metro convencional de 4%.
La zona que serveix la línia és d'orografia complicada i al voltant de l'estació de Ciutat Meridiana hi ha ascensors inclinats per accedir a diferents zones del barri. Les estacions estan decorades amb detalls identificatius de l'entorn.
La línia 11 té una longitud de 2,3 quilòmetres, 5 estacions, 8 trens en hora punta i l'any 2010 hi va haver 1,1 milions de viatges. És la darrera línia per volum de viatges després de la L9/L10.
Municipis coberts
Els municipis coberts per la línia són: Barcelona i Montcada i Reixac. A la ciutat de Barcelona passa pels barris de Ciutat Meridiana, la Trinitat Nova i Torre Baró del districte de Nou Barris i al barri de Can Cuiàs del municipi de Montcada i Reixac.
Estacions
Hi ha un total de cinc estacions, dues de les quals disposen d'enllaç, Trinitat Nova amb les línies L3 i L4 del metro de Barcelona i Torre Baró | Vallbona amb Rodalies de Catalunya.
| Estació                | Metro | Altres |
| ---------------------- | ----- | ------ |
| Trinitat Nova          |       |        |
| Casa de l'Aigua        |       |        |
| Torre Baró \| Vallbona |       |        |
| Ciutat Meridiana       |       |        |
| Can Cuiàs              |       |        |

## Història

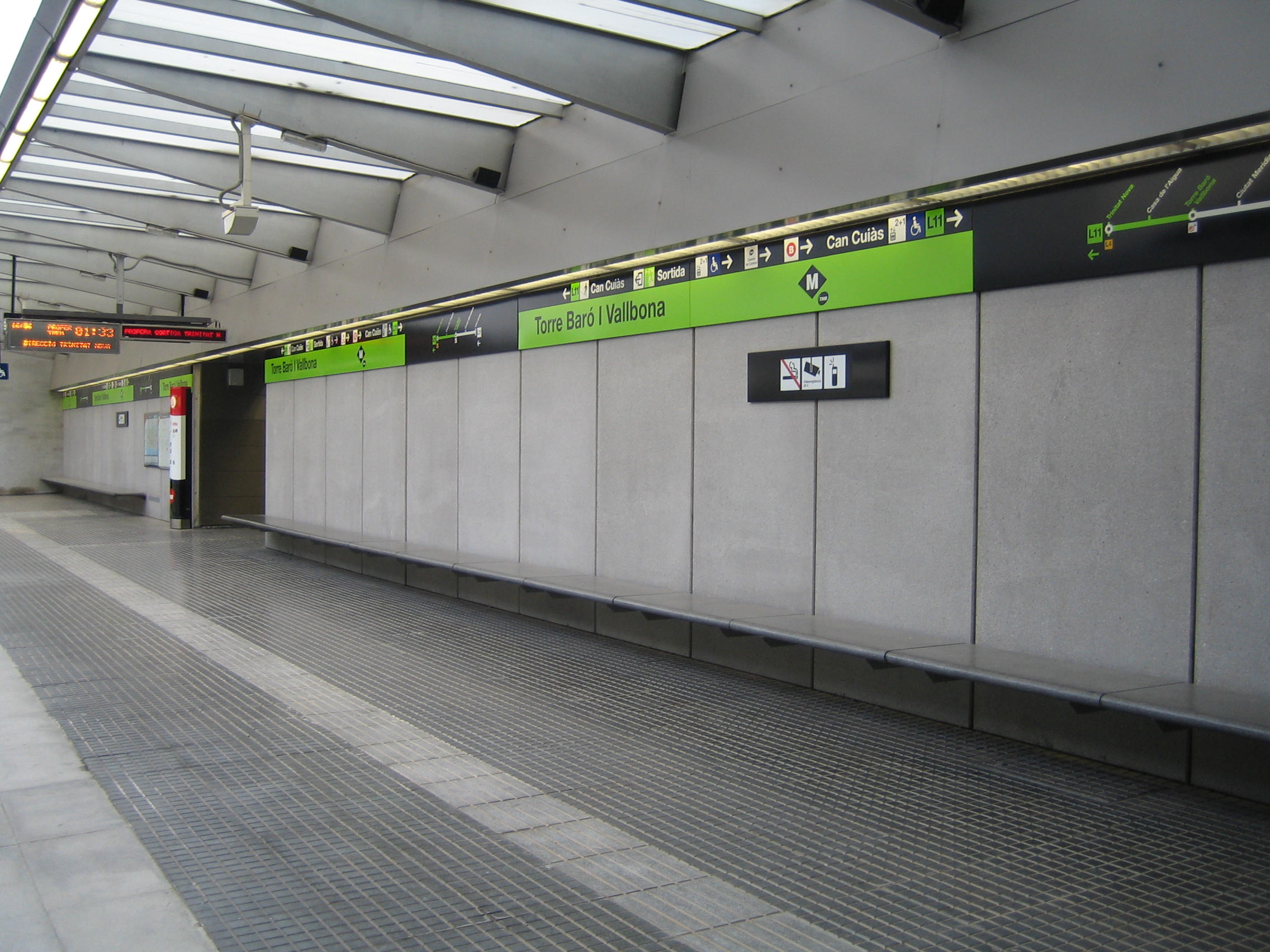
Estació de Torre Baró Vallbona.

### Cronologia
- 2001: inici de les obres.
- 2003 - segon semestre: finalització de les obres.
- 2003 - 14 de desembre: s'inaugura la línia en tot el seu recorregut.
- 2009 - 27 de juliol: inicien les obres per la instal·lació de mampares a les andanes.
- 2009 - 16 de desembre: s'estrena el servei comercial automàtic sense conductors.
- 2021 - 1 de juliol: comencen les obres per la construcció d'una andana nova només per a l'L11 a Trinitat Nova i per la instal·lació de mampares.
- 2021 - 13 de setembre: s'inaugura la nova andana a Trinitat Nova.

### Antecedents
Abans que es fes l'L11, el Pla de Metros de 1971 preveia l'arribada del metro de Barcelona al barri de Ciutat Meridiana allargant l'L1 des de Torras i Bages. Pocs anys més tard, el Pla de Metros de 1974 modificava la prolongació de l'L1 per fer-la finalitzar a Santa Coloma i canviava el traçat de la L3.
El pla de 1974 preveia un allargament de l'L3 amb un traçat semblant a l'actual, seguint des de Canyelles fins a Trinitat Nova i després a Ciutat Meridiana, que llavors arribava a Vallcarca i que havia estat prevista per arribar a Canyelles al Pla de 1971.

### Metro lleuger
Posteriorment, el president de la Generalitat de Catalunya Jordi Pujol l'any 1995 durant un míting al barri de Ciutat Meridiana va fer la promesa d'ampliar el metro a la zona nord del districte de Nou Barris mitjançant una línia de metro lleuger. Tot i el rebuig inicial de l'Ajuntament de Barcelona, que preveia fer arribar el metro a la zona l'any 2010, finalment la Generalitat i l'Ajuntament es van posar d'acord perquè fos un metro lleuger.
El 1997 es va crear l'Autoritat del Transport Metropolità, consorci que integra la Generalitat de Catalunya, l'Ajuntament de Barcelona i l'Entitat Metropolitana del Transport. En el primer pla aprovat per l'ATM, Pla Director d'Infraestructures 2001-2010, apareix l'actuació AX18 per a la creació d'una línia de metro de cinc estacions i de tipus lleuger anomenada L11 i amb un traçat que parteix de Trinitat Nova i arriba a Can Cuiàs.

### Obres i inauguració
L'any 2001 van començar les obres, amb un pressupost inicial de 48 milions d'euros, que posteriorment va ser de 86 milions. La inversió la va fer la Generalitat de Catalunya, el Govern d'Espanya i Fons de la Unió Europea.
Al començament del 2002 es va acabar el túnel i a mitjan any, dos anys després d'haver començat, es van acabar les obres i van començar a passar-hi els trens de prova. El 16 de desembre es va inaugurar la totalitat de la línia. El primer any va tenir una mitjana de 2.900 passatgers al dia.
La línia va ser la primera del metro de Barcelona amb conducció automàtica, però amb conductors, i es preveia que el 2004 es podrien treure els conductors per conduir els trens des del Centre de Control de Metro de Barcelona, com a banc de proves de la línia 9. L'automatització total es va fer al final del 2009.

### Automatització dels trens

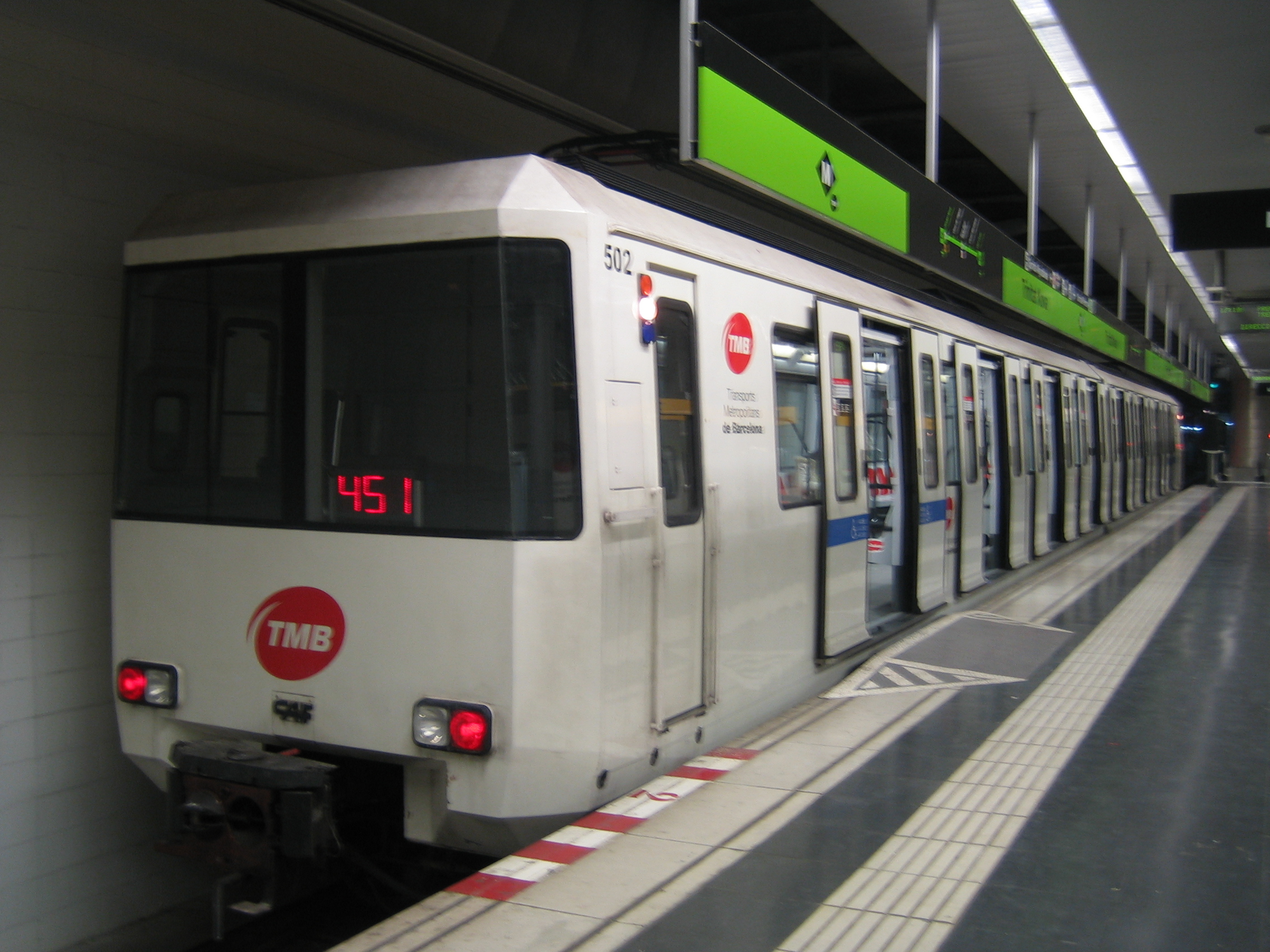
Tren de la sèrie 500 a Trinitat Nova.

El 27 de juliol del 2009 i durant un mes la línia es va tancar al públic per la instal·lació de mampares a les andanes i la cobertura d'una de les seves estacions. La instal·lació de les mampares era un dels últims passos perquè la línia pogués començar els serveis de conducció automàtica sense conductor. Des del 16 de desembre de 2009 els trens de la sèrie 500 circulen a la línia sense conductor i de forma automàtica després de la posada en marxa de l'L9.
Fins al 13 de setembre de 2021, la conducció automàtica funcionava només entre les estacions de Can Cuiàs i Casa de l'Aigua. Al tram entre Casa de l'Aigua i Trinitat Nova, s'operava amb sistema convencional, perquè a Trinitat Nova no hi havia mampara a les andanes perquè estava compartida amb l'L4.
Des de l'1 de juliol fins al 12 de setembre de 2021, la línia va romandre tancada per la construcció d'una nova andana només per a l'L11 i per la instal·lació de mampares a l'estació de Trinitat Nova. Això va permetre la conducció automàtica a tota la línia.

## Futures ampliacions
Al Pla Director d'Infraestructures 2009-2018 no es preveu allargar la línia, tot i que el 2006 la Generalitat de Catalunya va anunciar que la línia de metro lleuger entre Trinitat Nova i Can Cuiàs s'ampliaria fins a connectar amb la línia de ferrocarril Castellbisbal / el Papiol - Mollet.